# 下洛莫夫區

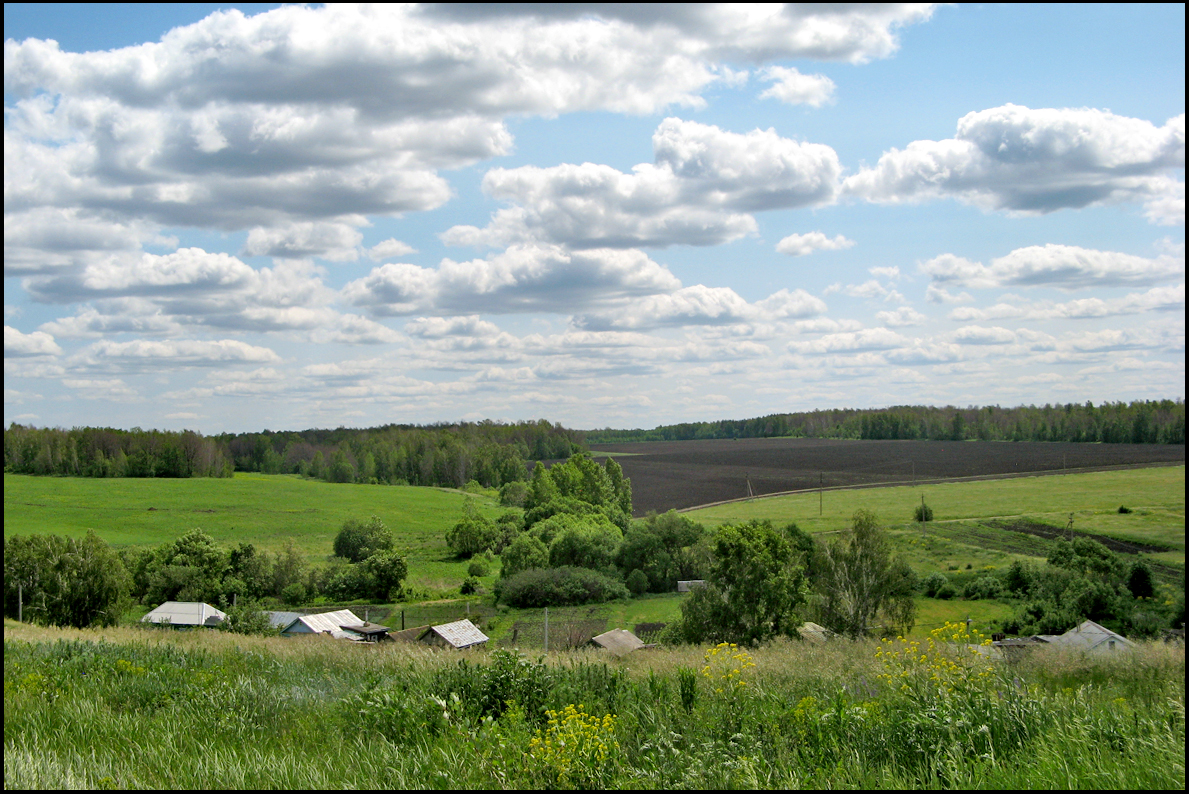

53°32′N 43°41′E / 53.533°N 43.683°E
下洛莫夫區（俄语：Нижнеломовский район），是俄羅斯的一個區，位於該國西南部，由奔薩州負責管轄，面積1,760平方公里，2010年人口41,974，人口密度每平方公里23.85人。